# Nossa Senhora de Sheshan
Nossa Senhora de Sheshan (em mandarim: 佘山聖母), conhecida também como Nossa Senhora de Zo-sè (Zo-sè é a forma original da pronúncia xangaiense de Sheshan), é um título da Santíssima Virgem Maria, invocado pelos católicos chineses. Entre seus devotos, a estátua é às vezes conhecida como Nossa Senhora da Sorte ou da Boa Sorte, devido à simbologia chinesa de "Fu" (福) associada à postura estilística de toda a imagem. A imagem original é atualmente venerada no Santuário Nacional e Basílica Menor de Nossa Senhora de Sheshan, em Xangai.

## História

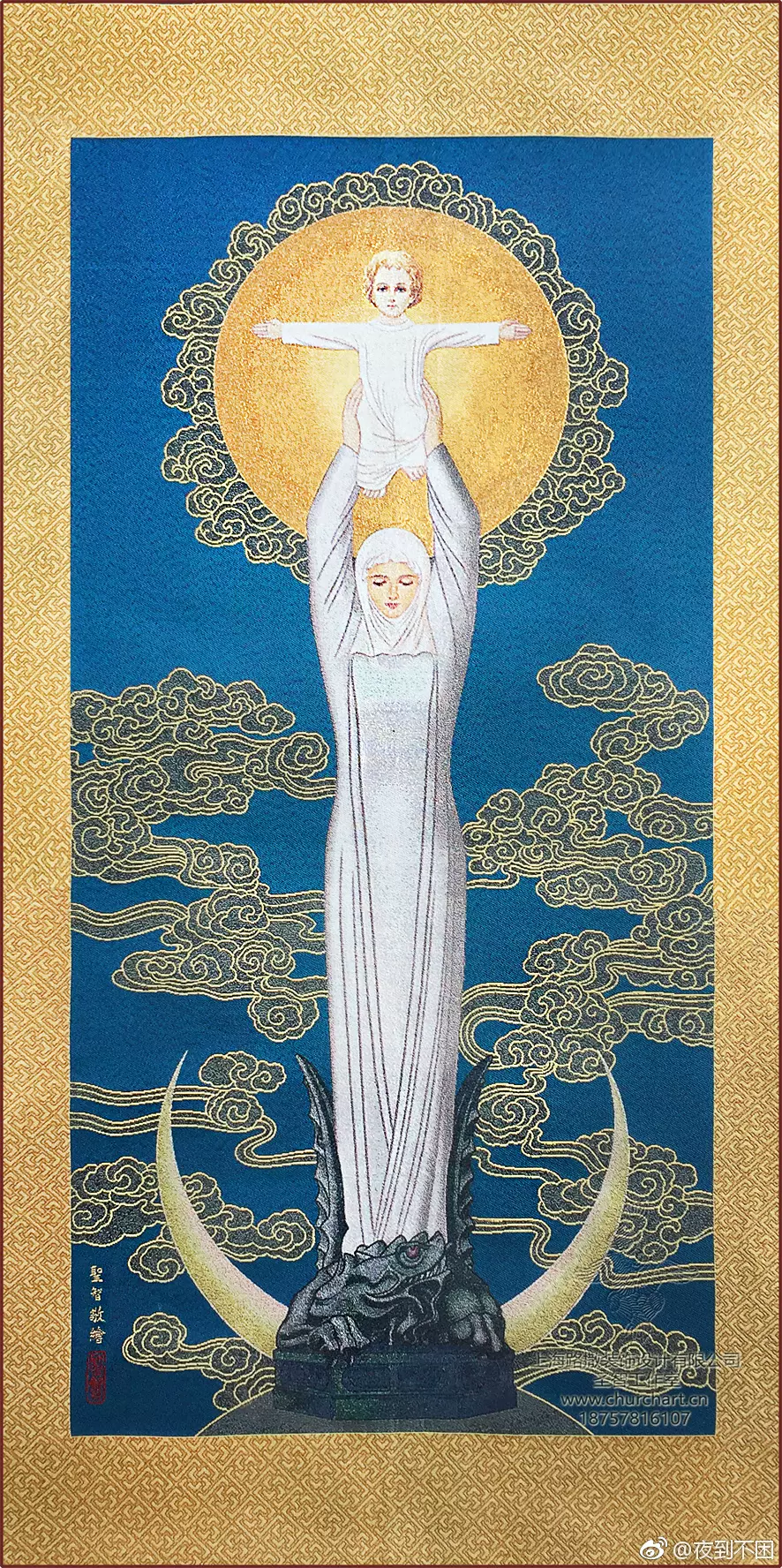
Imagem tradicional de Nossa Senhora de Sheshan

A cidade de Xangai, localizada na costa leste da China, era um importante ponto de acesso ao vale do Rio Yangtzé. Como porto de tratados, também abrigava uma comunidade internacional. Xangai serviu como porto de entrada dos missionários na China, um depósito para reunir suprimentos necessários para as missões no interior, um local de relaxamento e segurança contra conflitos políticos e um local para se conectar com a cultura católica chinesa que remontava ao século XVII.
O santuário dedicado a Nossa Senhora de Sheshan está localizado no distrito de Songjiang, oeste de Xangai, e é dedicado a Nossa Senhora de Sheshan. Em 1863, o então superior da comunidade jesuíta em Xangai comprou uma propriedade no lado sul da montanha de Sheshan e construiu uma casa de retiro para padres jesuítas aposentados, com uma pequena capela ao lado. Em 1.º de março de 1868, o bispo de Xangai, Dom Adrien Languillat, SJ, consagrou a capela e abençoou a imagem de Nossa Senhora Auxiliadora, que foi inspirada na de Nossa Senhora da Vitória de Paris.
Durante o ataque da Rebelião Taiping, o superior da comunidade jesuíta em Xangai, Pe. Gu Zhen Sheng, prometeu à Santíssima Virgem que, se sua diocese fosse poupada do ataque, ele construiria uma basílica em agradecimento pela sua proteção especial. Em 15 de abril de 1873, o bispo Languillat de Xangai consagrou a basílica no topo da colina. Desde então, Nossa Senhora de Sheshan se tornou a padroeira da Diocese de Xangai. Em 1874, o Papa Pio IX concedeu indulgência a todos os peregrinos que completassem uma peregrinação ao santuário durante o mês de maio.
Em maio de 1981, o Governo Popular de Xangai devolveu a Basílica de Sheshan à Diocese de Xangai.

## A Estátua de Nossa Senhora de Sheshan

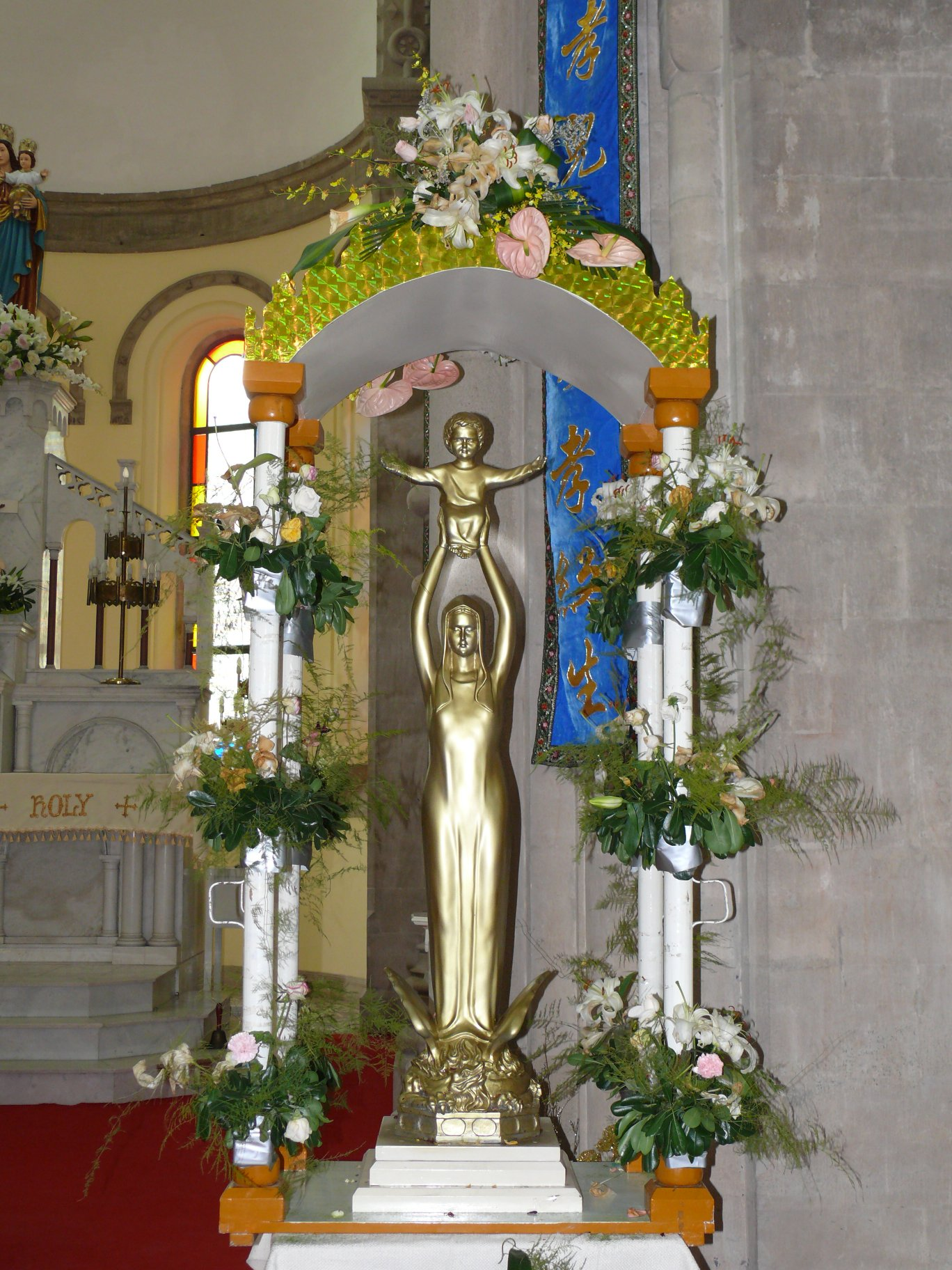
Estátua de Nossa Senhora de Sheshan em sua basílica em Xangai, China

Em 1924, a primeira conferência episcopal reuniu-se em Xangai e adotou a imagem da aparição relatada como Nossa Senhora da China ou "Rainha da China", e uma pintura representando a Mãe de Deus carregando o menino Jesus foi encomendada e pendurada na igreja local. Uma procissão realizada anualmente remonta a esse fato.
A imagem é uma reinterpretação da imagem anterior de Maria Auxiliadora, que é a venerada no Santuário Nacional e Basílica de Sheshan, a primeira basílica histórica erguida na Ásia Oriental.Durante a Revolução Cultural, a estátua original foi destruída, restando apenas a base do dragão. No entanto, uma imagem tradicional de Maria Auxiliadora continua a ser altamente venerada na Basílica de Sheshan, consagrada no topo de seu altar-mor principal.
Em abril de 2000, uma nova estátua foi feita e abençoada pelo bispo Aloysius Jin Luxian. A nova imagem apresenta a Virgem Maria, de pé, carregando o Menino Jesus na cabeça, com os braços estendidos em um gesto cruciforme. Na base está o dragão chinês original, representando o diabo com uma cauda de tridente, sendo esmagado e derrotado por Maria.
Em 2008, uma cópia da estátua foi dada ao Papa Bento XVI, que então invocou o título mariano por meio de sua "Oração a Nossa Senhora de Sheshan". O pontífice solicitou que a oração fosse recitada com mais devoção em 24 de maio, festa de Maria Auxiliadora, a quem a Basílica de Sheshan tem sob o patrocínio mariano. O governo de Xangai então proibiu peregrinações ao santuário de dioceses vizinhas.
Em maio de 2012, uma réplica de madeira da estátua foi encomendada por católicos sino-americanos em Nova York, Estados Unidos. A imagem foi solenemente aprovada e abençoada pelo bispo Guy Sansaricq.

## Veneração

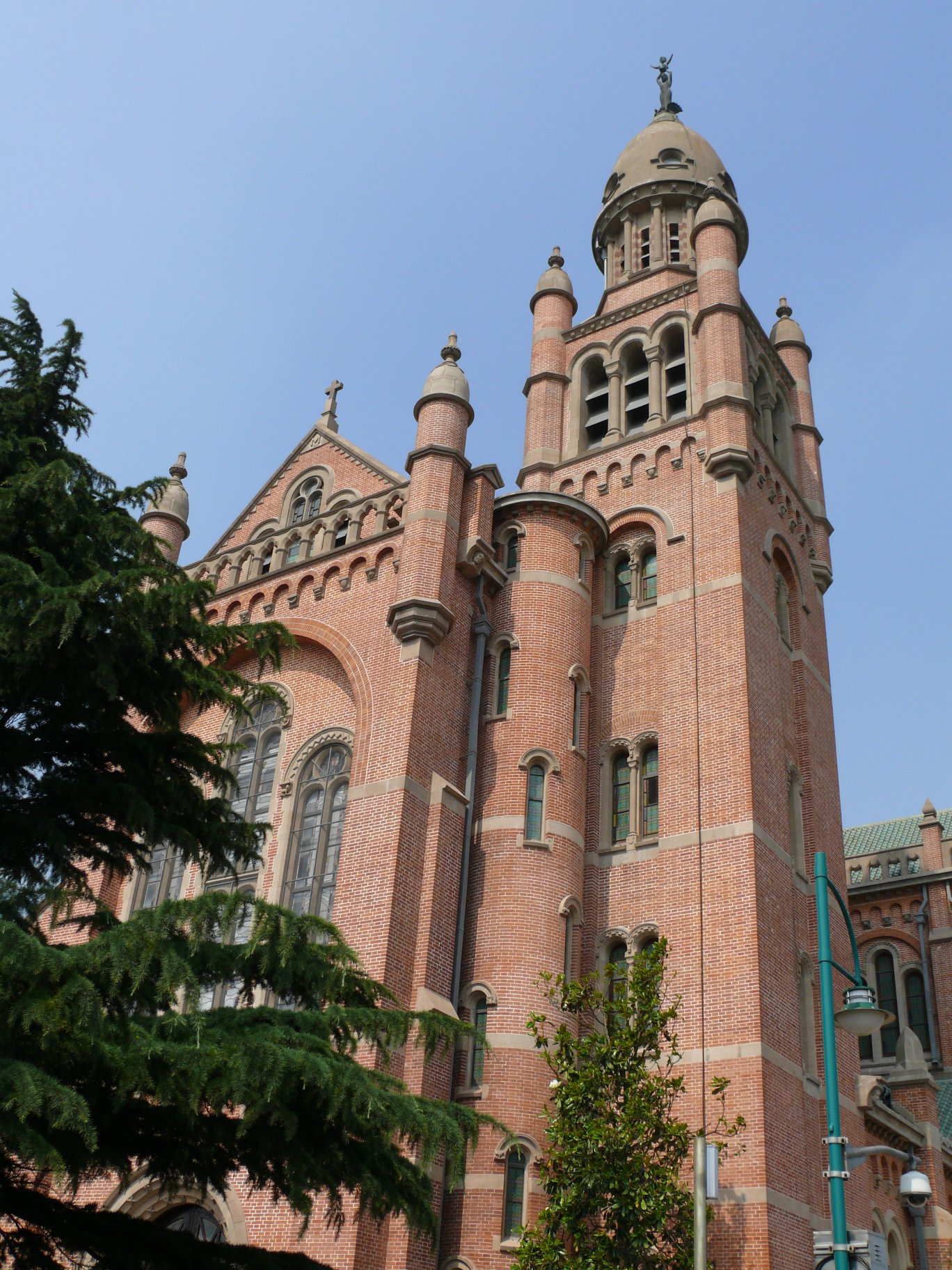
A Basílica de Maria Auxiliadora de Sheshan

A Basílica de Nossa Senhora de Sheshan é um dos santuários de peregrinação católica mais importantes da China.
Em maio de 2007, o Papa Bento XVI publicou uma carta aos católicos chineses, na qual pedia que o dia 24 de maio de cada ano fosse celebrado como "Dia Mundial de Oração pela Igreja na China". Ele escolheu o dia 24 de maio porque é a Festa de Nossa Senhora Auxiliadora, que é venerada no Santuário de Sheshan, em Xangai. No ano seguinte, o Papa Bento XVI compôs uma oração a Nossa Senhora de Sheshan.
Em 24 de maio de 2009, durante seu discurso papal Regina Caeli, o pontífice designou 24 de maio, dia de Maria Auxiliadora, como um dia de oração para os católicos chineses, convocando-os a renovar sua fidelidade ao Papa como único sucessor de São Pedro.
"Maria Santíssima, Mãe da Igreja e Rainha da China, que na hora da Cruz esperou pacientemente a manhã da Ressurreição no silêncio da esperança, acompanhe-vos com maternal solicitude e interceda por todos vós, juntamente com São José e os inúmeros Santos Mártires da China."
– Papa Bento XVI